# Atiq-moskee (Benghazi)
De Atiq-moskee (Arabisch: المسجد العتيق) in Benghazi in het oosten van Libië, is een van de oudste en bekendste moskeeën in de stad. De moskee, ook wel bekend als Al-Jami al-Kabir (de Grote Moskee), vormt de noordkant van het Vrijheidsplein. De oorspronkelijke structuur dateert uit het begin van de vijftiende eeuw en heeft sindsdien vele renovaties ondergaan. De huidige centrale koepelvormige structuur is Ottomaans van ontwerp.